# Мичиген-Хјурон
Језеро Мичиген-Хјурон (енгл. Lake Michigan-Huron) је име за део северноамеричких Великих језера која се традиционално сматрају за два одвојена језера; језеро Мичиген и језеро Хјурон. Међутим, хидролошки, ова два језера су део исте водене масе коју повезује пролаз Макино, широк 8 километара и дубок 37 метара. Оба језера имају исти ниво површине, и заједнички га мењају. Вода међу њима некад потече и од истока ка западу.
Као заједничко језеро, Мичиген-Хјурон има површину од 117.600 km², и тиме најпространије је слатководно језеро на свету. Веће од њега је само слано Каспијско језеро. Горње језеро је веће по запремини од језера Мичиген-Хјурон, а већа су и Бајкалско језеро и језеро Тангањика.
Српска географска школа изучава Хјурон и Мичиген као одвојена језера.